# 20 août 1920
Le vendredi 20 août 1920 est le 233e jour de l'année 1920.

## Naissances
- Armando del Castillo Franco (mort le 7 février 1992), personnalité politique mexicaine
- Boris Braun (mort le 7 octobre 2018), professeur d'université croate
- Didar Fawzy-Rossano (morte le 26 mai 2011), révolutionnaire égyptienne
- François de La Grange (mort le 3 mars 1976), journaliste français
- István Szívós (mort le 22 juin 1992), nageur et joueur de water-polo hongrois
- Martin Brett (mort le 13 novembre 2002), écrivain britannique
- Vincentas Sladkevičius (mort le 28 mai 2000), prélat catholique

## Décès
- Constant Prodhomme (né le 23 janvier 1849), prélat catholique

## Événements
- Création de Club Deportivo Palestino
- Création de Ordre de Vitéz